# Polydesmus codicillus
Polydesmus codicillus är en mångfotingart som beskrevs av Karsch 1881. Polydesmus codicillus ingår i släktet Polydesmus och familjen plattdubbelfotingar. Inga underarter finns listade i Catalogue of Life.